# Dagidudu
A Dagidudu (Raising the Bar) a South Park című amerikai animációs sorozat 232. része (a 16. évad 9. epizódja). Elsőként 2012. október 3-án sugározták az Egyesült Államokban. Magyarországon 2013. január 29-én mutatta be a magyar Comedy Central. Az epizód 2013-ban Emmy-díjat nyert a legjobb animációs film kategóriában.
Ebben a részben Cartman beismeri, hogy kövér. Ahelyett azonban, hogy lefogyna, ő is elektromos mopedet követel magának, mint amilyen a legtöbb súlyosan elhízott embernek van. Viselkedésére nagy hatással vannak más ismert elhízott emberek az országban, többek között a tévés celeb Alana "Cuki Bubu" Thompson, akivel az epizód végén párbajozik is. Miközben Kyle amiatt aggódik, hogy mindezen események miatt a színvonalat jelképező léc rohamosan zuhan, James Cameron elindul az óceán mélyére, hogy feljebb emelje azt.

## Cselekmény
|  | Alább a cselekmény részletei következnek! |

Mialatt a Walmart-ban vásárolnak, Kyle megjegyzéseket tesz Cartman testsúlyára, és közli, hogy ha nem tesz semmit, akkor ő is olyan kövér lesz, hogy elektromos mopeddel kell közlekednie, ahogy egyre több vásárlónak a boltban. Később Cartman elismeri Kyle-nak, hogy tényleg kövér, azonban az egészet csak azért csinálta, hogy ő is kapjon egy mopedet, feldühítve Kyle-t. Cartman szégyentelenül kihasználja az ezzel járó előnyöket, és többedmagával pereket is indít, amiért a mopedjükkel nem tudnak behajtani a vécékbe. Mikor megnyerik, országszerte át kell alakítani a vécéket, ezeket azonban az adófizetők pénzéből végzik. Többen lázadnak a döntés ellen, és úgy tiltakoznak, hogy felborogatják a mopedeket. Az egészségügyi minisztérium válaszul borulásgátlóval látja el valamennyi járművet. Kyle ezzel kapcsolatban kifejti véleményét arról, hogy erre nem lenne szabad pénzt pazarolni - válaszul Cartman megvádolja, hogy borogatáspárti, és kiáll az anorexia mellett. Azt is mondja, hogy attól, hogy mopeddel közlekedik, még nem "ostoba fehér söpredék", és hogy lehet, hogy kövér, de ő nem Cuki Bubu (a "Honey Boo Boo színre lép" című műsorból).
Kyle nem tudja, ki az a Cuki Bubu, ezért megnéz egy részt a műsorból. Elszörnyed, amikor azt látja, hogy Cuki Bubu energiaitalokat iszik és már több szívrohama is van. Úgy véli, olyan mélyre süllyedt a léc, hogy már senki nem szégyelli magát semmiért. A léc, mint a színvonal mércéje, egy metafora, ugyanakkor a híres filmrendező, James Cameron nagyon is valóságosnak hiszi, ezért elhatározza, hogy lemegy az óceán mélyére és felemeli azt. Kyle Token segítségével egy dokumentumfilmet készít Cartman problémájával kapcsolatosan - csakhogy Token igazából egy valóságshowt készít, "Dagidudu" címmel. Mikor Kyle felelősségre akarja vonni Tokent, ő azt mondja, azért csinálta, hogy pénzt keressen - hiszen ha Cuki Bubuék botrányos élete épp az Oktató TV-n (The Learning Channel, TLC) megy, és nekik semmi bajuk nincs ezzel, pont neki miért legyen - különösen, hogy még csak nem is feketék. Azt is elmondja, hogy a lécre nincs senkinek befolyása, hiszen az az egész társadalomhoz tartozik. Ezalatt James Cameron egyre mélyebbre merül az óceánban, és megtalálja, hol volt a léc Bill Clinton szexbotránya idején, ahonnét azóta még mélyebbre süllyedt.
Ezalatt a legújabb epizódban Cuki Bubu új szívet kap, méghozzá egy disznótól, majd az anyja tovább eteti vajas tésztával. James Cameron találkozik a mélységben Randy Newmannel (aki a Dagidudu főcímdalát is énekelte), aki meg akarja akadályozni a léc felemelését, ugyanis akkor soha többé nem hívnák sehová. Mialatt összeverekednek, Kyle elmeséli Cartmannek, mit csinált Token, aki az ügyvédjével letiltatja a műsort. Csakhogy annak első epizódja már lement a tévében az előző este - és mikor Cartman megtudja, hogy Cuki Bubut többen nézték nála, dührohamot kap. Michelle Obama túlsúlyossági konferenciát rendez a Fehér Házban, ám ez valójában nem más, mint egy hatalmas harc Cuki Bubu és Dagidudu között, a földre borított több kiló spagettiben. Miközben tart a bunyó, James Cameron megtalálja az óceán mélyén a lecet, és fel is emeli azt. Ahogy ez megtörténik, hirtelen mindenki undorodni kezd attól, amit lát. Michelle Obama bejelenti, hogy el kell fogadni, hogy az elhízás járványos, de nem betegség, ezért mostantól küzdeni fog a túlsúlyosok ellen - ezt követően elkezdi ütlegelni Cartmant és szétveri a mopedjét.
Miután James Cameron végzett, elindul leforgatni az Avatar 2-t. Mikor a hajó legénysége megkérdezi, hogy miért nem mondja el mindenkinek, hogy ő mentette meg az emberiséget, ő azt válaszolja, hogy nem önmagáért tette, hanem mert ilyen a természete.

## Érdekességek
A DVD-kommentár tanúsága szerint az epizód elkészítéséhez az jelentette a fő inspirációt, hogy Trey Parkerék megtudták, hogy Disneylandben több attrakciót is átépítenek csak azért, hogy elektromos mopeddel is felférjenek rá (ez egy jelenet erejéig be is került a cselekménybe). Egyikük sem ismerte azonban a "Honey Boo Boo színre lép" című műsort, amíg meg nem hallották, hogy szerda este veri a nézettségi versenyben a South Parkot, ezért kerültek be ők az epizódba, és ezért dühödik fel Cartman is, amikor ugyanezt meghallja az epizódban.
Amikor Cartman narrálja a vele történteket mopedesként, akkor Bruce Springsteen "Streets of Philadelphia" című számának módosított változata hallható.
2013-ban a "Dagidudu" Emmy-díjat nyert a legjobb animáció kategóriában, olyanokat megelőzve, mint a "Kung Fu Panda: A rendkívüliség legendája", "A Simpson család", "Bob Burgerfalodája", vagy a "Parkműsor". Annie Award-ra is jelölték ugyanebben az évben, de azt végül nem nyerte el.
Megszólaltak az epizódban szereplők is: June Thompson, az igazi Cuki Bubu anyja szerint bár mindig jó véleménnyel van a róluk készült paródiákról, mint ami például a Saturday Night Live-ban is volt, ezt a South Park-epizódot szemétnek nevezte. James Cameron ellenben jót derült az ábrázolásán, és azt mondta, hogy tényleg olyan, mint ő, csak ő nem énekeltet a legénységével egy dalt magáról.